# 音乐广讯报

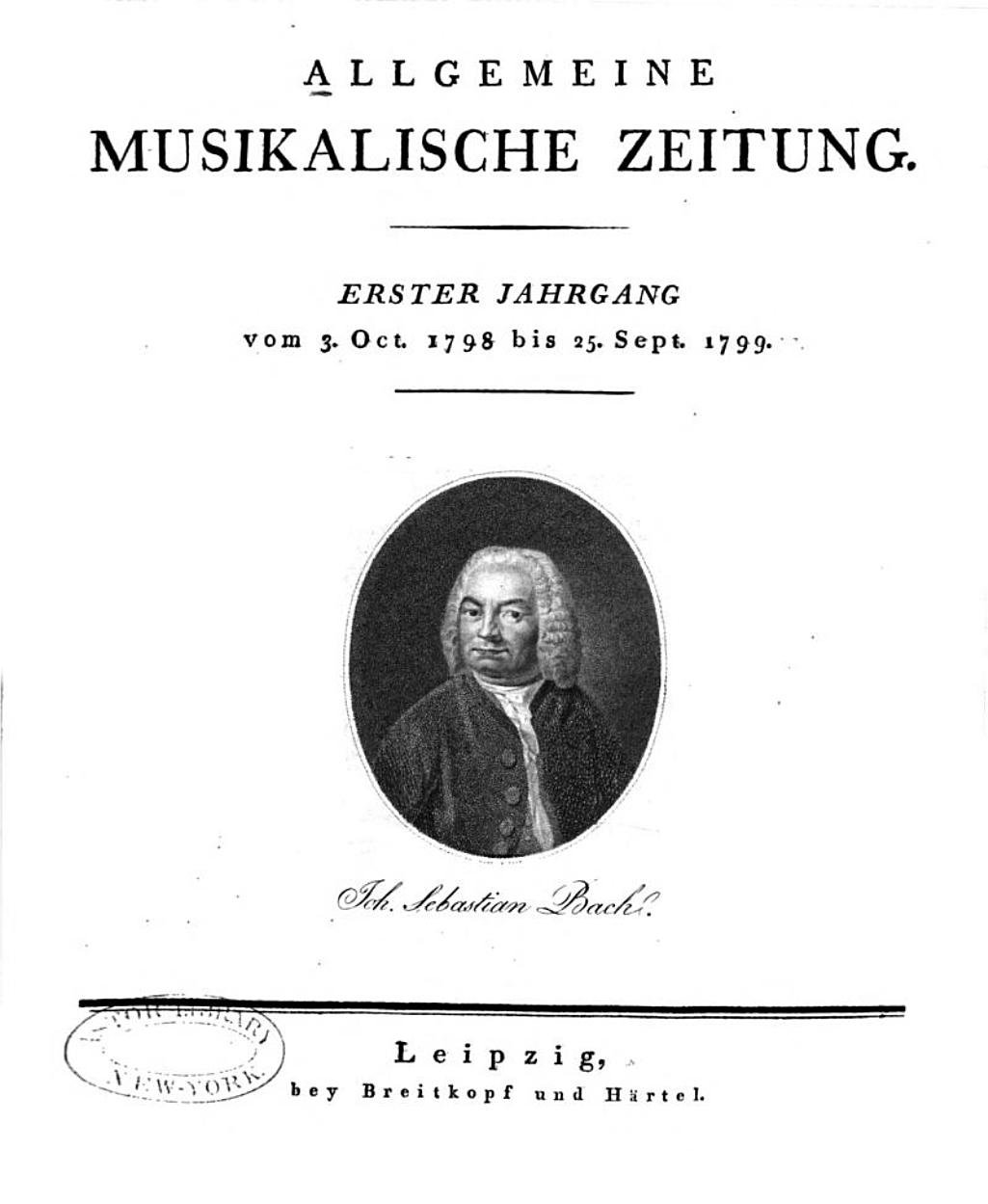
《音乐广讯报》第一卷的扉页，印有巴赫的肖像

《音乐广讯报》（德語：Allgemeine musikalische Zeitung）是一份发行于19世纪的德语期刊。有学者将其称为“当时最主要的德语音乐期刊”。这份期刊回顾彼时各国的重要音乐事件，主要面向德语国家，亦覆盖法国、意大利、俄罗斯、英国，偶尔也曾涉及美国。
期刊的公正性、坚持信誉的基本原则和对于文章作者的谨慎审核，使其在当时的德国音乐圈中确立地位，产生深远的影响。

## 历史
《音乐广讯报》的出版可分为两阶段：第一阶段是1798年至1848年间杂志形式的周刊，第二阶段是1866年至1882年间的再版刊物。位于莱比锡的布赖特科普夫与黑特尔音乐出版社是该期刊第一阶段及第二阶段前三年的出版商；剩下部分则由J. Reiter-Biedermann出版。在出版的第二阶段，该刊物有时也被称为《莱比锡音乐广讯报》（德語：Leipziger Allgemeine musikalische Zeitung，“AmZ of Leipzig”）。
该报刊登了许多史料，如其连载的格奥尔格·奥古斯特·葛利辛格所著海顿传记及学者古斯塔夫·诺特博姆、评论家爱德华·汉斯利克的文章。杂志亦请雇著名评论家E·T·A·霍夫曼并刊载他颇具影响力的关于贝多芬第五交响曲的论述。此外，舒曼与李斯特的作品也曾在刊物上发表。
与其信誉相背的是，期刊还记载所谓的“罗赫利茨掌故”，即一系列关于莫扎特的小短文，其作者即是杂志第一任编辑，因此得名。而在今日，这些小短文却被认为完全是罗赫利茨本人的臆想（参见沃尔夫冈·阿马多伊斯·莫扎特的传记及莫扎特的作曲技法）。

### 历任编辑
以下列出《音乐广讯报》发行前50年内的历任编辑：
- 约翰·弗雷德里希·罗赫利茨（英语：Johann Friedrich Rochlitz），任本报首位编辑达20年；并在卸任后17年继续提供撰文素材。
- 戈特弗里德·克里斯托弗·黑特尔（英语：Gottfried Christoph Härtel），期刊出版社的老板，匿名担任编辑10年。
- 戈特弗里德·威廉·芬克（英语：Gottfried Wilhelm Fink），任编辑达14年。
- 卡尔·斐迪南·贝克（英语：Carl Ferdinand Becker），莱比锡的一位风琴师，1842年任编辑。
- 莫里茨·霍普特曼（英语：Moritz Hauptmann），莱比锡圣多马教堂的一名领唱（英语：cantor），1843年任编辑。
- 长达三年的职位空缺。
- 约翰·克里斯蒂安·洛贝（英语：Johann Christian Lobe），在最后一年半任编辑。

### 《音乐期刊总录》中的整理发行
《音乐期刊总录》曾将《音乐广讯报》分为两部分出版：
- 奥勒·哈斯. 1798年－1848年音乐广讯报，共14卷. 美国马里兰州巴尔的摩，2009年[4].
- 卡尔·屈格莱. 1863年－1882年音乐广讯报，共7卷. 美国密歇根州安娜堡，1995年[5].

此外，《音乐广讯报》不应与《柏林音乐广讯报》混为一谈，后者是在柏林出版的另一份音乐期刊，二者并无关联；同样地，在维也纳出版的《维也纳音乐广讯报》也与《音乐广讯报》无关。